# Brittany Hudak
Brittany Hudak, née le 2 juin 1993, est une biathlète et fondeuse handisport canadienne.  

## Palmarès

### Ski de fond
| Épreuve / Édition   | relais | sprint | 5 km | 7,5 km | 15 km  |
| ------------------- | ------ | ------ | ---- | ------ | ------ |
| JP 2014 Sotchi      | —      | 11e    | 12e  | —      | 10e    |
| JP 2018 Pyeongchang | —      | 6e     | —    | 8e     | —      |
| JP 2022 Pékin       |        |        |      |        | Bronze |

### Biathlon
| Épreuve / Édition   | 6 km debout | 10 km debout | 12,5 km debout |
| ------------------- | ----------- | ------------ | -------------- |
| JP 2014 Sotchi      | —           | —            | —              |
| JP 2018 Pyeongchang | 8e          | 5e           | Bronze         |
| JP 2022 Pékin       | 8e          |              | Bronze         |